# Summer Night City
«Summer Night City» — второй внеальбомный сингл ABBA, выпущенный 6 сентября 1978 года. Изначально он планировался как ведущий сингл альбома Voulez-Vous, но по каким-то причинам не был включён в первое издание альбома. На второй стороне пластинки было записано попурри из американских традиционных песен «Pick a Bale of Cotton», «On Top of Old Smokey» и «Midnight Special», которые группа подготовила к выпуску ещё в 1975 году. Это был единственный случай за всю историю группы, когда ABBA исполняли песни, не написанные ими самими. Бьорн позднее сказал, что эти песни были невероятно трудны для исполнения и, по их общему мнению, они исполнили их не так хорошо, как им хотелось бы. Неудивительно, что эти песни были записаны во множестве версий.

## История
Запись песни «Summer Night City» началась в первых месяцах 1978 года. Новая звукозаписывающая студия ABBA, Polar Music Studio, открылась в мае, но была ещё не готова, поэтому первичная запись прошла на студии Metronome Studio. 43-секундное вступление к песне, выполненное в балладном стиле, было тщательнейшим образом отредактировано, но качество записи не устраивало группу; в общей сложности сведе́ние песни заняло не менее недели — значительно больше, чем у любой другой записи группы. В конце концов ABBA решили выпустить песню в сентябре как сингл, несмотря на свою разочарованность треком. Тем не менее, группа исполняла эту песню во время мирового турне 1979 года (даже с оригинальным вступлением, вырезанным в студии). Полная версия песни в итоге вышла в свет лишь в составе альбома-компиляции Thank You for the Music.
Несмотря на негативные оценки композиции со стороны участников группы, песня «Summer Night City» была достаточно популярна, заняв первые позиции в чартах таких стран, как Ирландия, Финляндия и Швеция (последняя песня группы, ставшая № 1 у них на родине), и пробилась в пятёрку в Бельгии, Норвегии, Нидерландах, Родезии (ныне Зимбабве), Швейцарии и Великобритании.
Однако, «Summer Night City» была первой песней со времён «SOS», не достигшей топ-3 в Соединённом Королевстве.

## Позиции в хит-парадах
Еженедельные чарты:
| Хит-парад (1978)                      | Высшая позиция | Пребывание в чарте |
| ------------------------------------- | -------------- | ------------------ |
| Австралия (Kent Music Report)         | 13             | нет данных         |
| Австрия (Ö3 Austria Top 40)           | 18             | 4 недели           |
| Бельгия/Фландрия (Ultratop 50)        | 3              | 10 недель          |
| Великобритания (UK Albums Chart)      | 5              | 9 недель           |
| Ирландия (IRMA)                       | 1              | 4 недели           |
| Исландия (Íslenski Vinsaelda Listinn) | 2              | нет данных         |
| Канада (RPM Singles Chart)            | 90             | 3 недели           |
| Нидерланды (Dutch Top 40)             | 5              | 9 недель           |
| Нидерланды (Single Top 100)           | 10             | 10 недель          |
| Новая Зеландия (Recorded Music NZ)    | 37             | 1 неделя           |
| Норвегия (VG-lista)                   | 3              | 10 недель          |
| Родезия (Rhodesian Singles Chart)     | 4              | 13 недель          |
| Финляндия (Suomen virallinen lista)   | 1              | нет данных         |
| ФРГ (Offizielle Top 100)              | 6              | 18 недель          |
| Швейцария (Schweizer Hitparade)       | 5              | 10 недель          |
| Швеция (Sverigetopplistan)            | 1              | 10 недель          |

Годовые чарты:
| Хит-парад (1978)                     | Позиция |
| ------------------------------------ | ------- |
| Бельгия/Фландрия (Ultratop Flanders) | 38      |
| Нидерланды (Buma/Stemra)             | 69      |
| Нидерланды (Dutch Top 40)            | 52      |

## Кавер-версии
- Различные eurotrance-ремиксы авторства Abbacadabra были выпущены Almighty Records в 1990-х, а также в компиляцию 2008 года We Love ABBA: The Mamma Mia Dance Collection[23].
- В 2001 году группа Therion записала кавер-версию, вошедшую в альбом Secret of the Runes.